# 예수성교 누가복음전서
예수성교 누가복음전서(예수셩교 누가복음전셔)는 서울특별시 서초구 서초동, 대한성서공회에 있는 조선시대의 성경이다. 2016년 12월 15일 대한민국의 국가등록문화재 제668호로 지정되었다. 현재 남아 있는 것은 영국성서공회에서 기증받은 것이다.

## 개요
『예수성교 누가복음전서』는 스코틀랜드 연합장로회의 선교사인 존 로스(John Ross, 1842~1915)와 존 매킨타이어(John Macintyre, 1837~1905) 그리고 한국인 이응찬, 백홍준, 김진기, 서상륜 등이 번역에 참여하여 1882년 3월에 심양(沈阳)의 문광서원에서 발행한 한글신약성서이다. 당시 번역자들이 평안 사투리를 사용했기 때문에 평안도 지역에서는 큰 영향을 끼쳤지만 다른 지역에서는 그렇지 않았다고 한다
로스역본(Ross Version) 성경은 한국교회의 성립과 한국 문화에 지대한 영향을 주었으며, 로스역본 낱권 성경은 10여 종이 간행되었는데, 그 중에서 ‘예수성교 누가복음전서’가 가장 이른 시기인 1882년 3월 24일에 간행되었다. 이 성서는 최초의 한글 성경이라는 점과 이후 성경 번역의 기폭제가 되었다는 점에서 등록 가치가 있다.

## 같이 보기
- 누가복음
- 예수성교전서

## 참고 자료
- 예수성교 누가복음전서 - 국가유산청 국가유산포털